# Майя Моргенштерн
Емілія-Майя-Нінель Моргенштерн, рум. Maia Morgenstern  (*1 травня 1962) — румунська акторка театру та кіно. Відома у світі роллю Марії, Матері Ісуса Христа у стрічці Мела Гібсона «Страсті Христові». В Румунії вона стала відомою у 1992, зігравши роль у фільмі «Дуб (Balanţa)», що показує останні дні комуністичної Румунії. Флорін Міту з AMOS News назвав її «симвлом румунського театру та кіно».

## Біографія
Народилася в Бухаресті, у єврейській сім'ї, закінчила Академію кіно та театру Бухареста в 1985. Грала в молодіжному театрі (Teatrul Tineretului) у П'ятра-Нямцідо 1988 да в державному єврейському театрі Бухаресту (Teatrul Evreiesc de Stat) в 1988–1990. В 1990–1998 була членом ради Національного Театру Бухареста, а з 1998 -«Teatrul Bulandra», який теж знаходиться в Бухаресті, крім того вона продовжує грати в Єврейському національному театрі та інших театрах міста та Румунії.

## Вибрана фільмографія
| Рік  |   | Українська назва              | Оригінальна назва                             | Роль        |
| ---- | - | ----------------------------- | --------------------------------------------- | ----------- |
| 1994 | ф | Нострадамус                   | англ. Nostradamus                             | Гелен       |
| 2004 | ф | Страсті Христові              | англ. The Passion of the Christ               | Діва Марія  |
| 2009 | ф | Єва                           | рум. Eva                                      | Марія       |
| 2013 | ф | Панні Крістіна                | рум. Domnișoara Christina                     | Місіс Моску |
| 2011 | ф | Кінець мовчання               | фр. La fin du silence                         | Матір       |
| 2016 | ф | Нерви на межі                 | англ. High Strung                             | Маркова     |
| 2026 | ф | Страсті Христові: Воскресіння | англ. The Passion of the Christ: Resurrection | Діва Марія  |